# قصر أولاد سلطان
قصر أولاد سلطان، هو أحد أهم قصور الجنوب التونسي ويقع قرب مدينة تطاوين. ينقسم موقع قصر أولاد سلطان إلى ساحتين تحيط بهما غرف مبنية على مستويات مختلفة.

## أعلام
- عبد اللطيف المكي

## وصلات خارجية
- قصر أولاد سلطان في موقع لووكلاكس